# Konsol
Konsol kaldes i arkitekturen et på en mur eller væg anbragt fremspring, hvis bestemmelse er at bære en hvælving eller søjle, en gesims eller balkon, en buste eller statue. Den kan være af sten, kaldet konsolsten eller kragsten, træ eller metal.
Som møbel gør konsollen samme funktion som ovenfor beskrevet. Da det i det 17. århundrede blev mode at anbringe borde ved væggene, kaldtes de konsolborde, fordi benene svingede ind imod et punkt nede i bordfodens underste del bagud mod væggen.
Rocaillestilen frembragte graciøse former af konsoller og yndede at anbringe dem under et spejl på vinduespillen. På Ludvig 16.'s tid rettedes benene, og konsollen blev firkantet. Spejlet kom til at hedde konsolspejl, og da konsollen i det 19. århundrede blev erstattet af et skab kaldtes dette konsolskab, skønt ethvert spor af navnets oprindelse er forsvundet. Man kendte også konsolkommoder, hvis tre ydre sider svajede og smalnede ned mod foden.
Knægte kaldes de konsolagtig udsvejfede brædder, der sidder under hylder; sparrenkopper (spærhoveder) er kubus- eller konsolsvejfede, rækkevis tætstillede, fra arkitekturen lånte ornamentsstykker, der under skabes corniche fingerer at bære den, men kun tjener til dekorativt at fylde den rette vinkel, denne danner med skabssiderne.
En udkraget bue bygger som konsollen på konstruktionsprincippet udkragning.